# Martino della Torre
Martino della Torre (... – Lodi, 20 novembre 1263), figlio di Iacopo della Torre e nipote di Pagano I della Torre, fu de facto il primo signore di Milano dal 1259 fino alla sua morte.

## Biografia

### La fazione guelfa
Figlio di Iacopo, conte di Valsassina, Martino era un nipote di Pagano I della Torre, il quale aveva stabilito il potere familiare nella città di Milano. La sua carriera politica si aprì nel 1241 quando egli si oppose alla nomina a podestà della città nella persona di Paolo Soresina. Nel 1247, la Credenza di Sant'Ambrogio lo elesse Anziano della città di Milano consegnandogli così il comando sul comune. Martino proseguì la redazione del catasto delle terre, iniziata nel 1240 dallo zio Pagano e divenuto strumento indispensabile per una più equa ripartizione dei tributi tra i cittadini. Nel 1252 venne nominato podestà di Lodi. Nel 1256 i nobili, guidati dall'arcivescovo Leone da Perego, avevano indicato come loro podestà Paolo da Soresina, ma il titolo venne conferito a Martino. Nello stesso anno, egli era stato nominato anche senatore di Roma. L'anno successivo i popolari guidati da Martino assediarono a Fagnano il nobile Guglielmo da Landriano, mentre i nobili, al seguito dell'arcivescovo, entrarono a Castelseprio. Lo scontro però fu sfavorevole in quanto i suoi nemici poterono contare sull'ospitalità di Varese e sull'aiuto armato dei Comaschi. Per evitare uno scontro finale venne raggiunto tra il 28 ed il 29 agosto 1257 a Parabiago un accordo tra le parti su un testo redatto da esponenti delle due fazioni, accordo che fu poi approvato dal pontefice nell'agosto del 1257. Il 4 aprile 1258 venne approvata la pace di Sant'Ambrogio in cui si stabiliva che le cariche pubbliche cittadine dovevano essere equamente ripartite tra le due fazioni inoltre si rinnovava la pace con le città di Como e Novara e si permetteva al Della Torre di riprendere i posti precedentemente ricoperti, dietro pagamento. Per riappacificare la situazione Martino combino un matrimonio con una sorella di Paolo da Soresina che dopo essere stato imprigionato dalla sua fazione ghibellina decise di avvicinarsi politicamente al cognato. Nel 1258 scoppiò a Como una lotta tra le fazioni cittadine, quella nobiliare, guidata dai Rusconi, e quella popolare diretta dai Vittani. Martino contribuì alla vittoria di quella nobiliare e venne così eletto podestà di Como. Il 30 marzo 1259 i popolari milanesi si riunirono nella chiesa di Santa Tecla, attuale duomo di Milano, eleggendo il Della Torre che fu sostituito subito dopo con il suo rivale che morì pochi giorni dopo, facendo così tornare il 24 aprile Martino capitano del popolo e dopo un nuovo scontro con la fazione ghibellina riuscì a farsi eleggere signore di Milano.

### Il primo Signore di Milano
Una volta eletto signore di Milano bandì la fazione ghibellina dalla città che cercò aiuto presso Ezzelino III da Romano. Ezzelino decise di assediare Orzinuovi e contro di lui combatterono Oberto II Pallavicino, Buoso da Dovara, Martino della Torre e le città di Cremona, Ferrara e Mantova. Ezzelino tentò di occupare Milano e poi Monza, ma senza successo dopo altri disperati tentativi di salvezza venne sconfitto e gravemente ferito, cadde prigioniero e morì nel castello di Soncino nel 1259. Martino decise di chiamare a Milano il ghibellino Pallavicino e stipulò con lui un contratto di cinque anni con cui gli affidava il capitanato generale. In questo periodo venne nominato cardinale Ottaviano degli Ubaldini e venne dato l'arcivescovato a Ottone Visconti. Questa situazione si venne a creare a causa di un disguido tra il designato Raimondo Della Torre, figlio di Pagano e la Santa Sede che però lo promosse a vescovo di Como. Per questa ragione il Della Torre insieme al Pallavicino occupò le terre e i beni dell'arcivescovato per costringere il papa a modificare la propria scelta, ma questi lo scomunicò insieme al fratello Filippo ed altri nobili. All'inizio del 1263 Ottone Visconti, per ordine del papa, partì da Roma per cercare di prendere possesso del proprio arcivescovato ed entrò ad Arona il 10 aprile dello stesso anno, ma subito dopo venne cacciato dal signore di Milano. Nel giugno di quell'anno, il Della Torre divenne anche podestà di Novara, ma il 7 novembre mentre si trovava a Lodi, fu colpito da una grave malattia. Comprendendo di essere prossimo alla morte, chiese ed ottenne che il fratello Filippo gli succedesse nella carica. Morì probabilmente il 20 novembre 1263 e venne sepolto in un'arca inserita in un muro esterno dell'abbazia di Chiaravalle insieme al padre e Pagano.

## Discendenza
Sposò la sorella del podestà di Milano Paolo Soresina, dalla quale, secondo Pompeo Litta, non ebbe figli. Secondo altre fonti invece, ebbe:
- Giustamonte (+ post 1223), diacono della metropolitana di Milano 1201, canonico ordinario 1206,
- Cassone, podestà di Orvieto nel 1204
- Giacomo (+1216), sposò Sofia ...
- Pagano, 1° podestà di Padova 1195